# Cecil McKaig
Cecil McKaig (1885 — 4 de julho de 1939) foi um ciclista britânico que defendeu as cores de seu país na prova de tandem nos Jogos Olímpicos de 1908, em Londres.